# オーシャン・シールド作戦
オーシャン・シールド作戦（オーシャン・シールドさくせん、Operation Ocean Shield）は、アフリカの角における不朽の自由作戦の一環としてNATOが行ったインド洋、グアダフイ海峡、アデン湾、アラビア海における海賊対策である。これは、その前のアライド・プロテクター作戦に続くものである。北大西洋理事会の承認を得て2009年8月17日から開始され、2016年12月15日に終了した。
この作戦は、世界食糧計画の任務の一環として同地域で救援物資を輸送するアライド・プロバイダー作戦の船舶の保護に重点を置いたものである。また、海賊の襲撃に対抗するために、この地域の諸国の海軍と沿岸警備隊の強化も行われれた。NATO非加盟国の中国、日本、韓国なども多国籍軍に協力し、参戦した。
艦艇を最も多く提供したのはアメリカ海軍で、その次がインド海軍だった。タスクフォースは、参加した海軍の艦艇で構成され、指定された嚮導艦が指揮をとる。嚮導艦は、関係各国間で持ち回りで担当した。